# Ніколя Дессюм
Ніколя Дессюм (* 20 лютого 1977) — французький стрибун на лижах з трампліна.
У Кубку світу бере участь протягом з 1994 року. Найкращий результат показав на олімпіаді у Ліліхаммері — 6 місце у командних змаганнях на високому трампліні та 14-е у особистих змаганнях на нормальному трампліні. На менш престижних змаганнях найкраща позиція — п'ята, була на чемпіонаті світу у Тронхеймі 1997 року (високий трамплін) Єдину перемогу на етапах Кубку світу здобув у Японії у 1995 р. Під час літнього гран-прі 2007 року відійшов від спорту.